# Пірс (Айдахо)
Пірс (англ. Pierce) — місто в окрузі Клірвотер, штат Айдахо, США. Згідно з переписом 2010 року населення становило 508 осіб, що на 109 осіб менше, ніж 2000 року.

## Географія
Пірс розташований за координатами 46°29′35″ пн. ш. 115°47′58″ зх. д. / 46.49306° пн. ш. 115.79944° зх. д. (46.493008, -115.799572).  За даними Бюро перепису населення США в 2010 році місто мало площу 2,13 км², з яких 2,13 км² — суходіл та 0,00 км² — водойми.

### Клімат
| Клімат : Пірс           | Клімат : Пірс | Клімат : Пірс | Клімат : Пірс | Клімат : Пірс | Клімат : Пірс | Клімат : Пірс | Клімат : Пірс | Клімат : Пірс | Клімат : Пірс | Клімат : Пірс | Клімат : Пірс | Клімат : Пірс | Клімат : Пірс |
| Показник                | Січ.          | Лют.          | Бер.          | Квіт.         | Трав.         | Черв.         | Лип.          | Серп.         | Вер.          | Жовт.         | Лист.         | Груд.         | Рік           |
| Абсолютний максимум, °C | 11,1          | 15,6          | 23,9          | 31,1          | 34,4          | 35,6          | 38,3          | 37,8          | 37,2          | 30,6          | 20,6          | 11,7          | 38,3          |
| Середній максимум, °C   | 0,6           | 3,4           | 7,3           | 11,7          | 17,4          | 21,7          | 27,6          | 27,3          | 21,6          | 14,0          | 5,0           | 0,1           | 13,2          |
| Середній мінімум, °C    | −8,3          | −7,4          | −4,8          | −1,8          | 1,6           | 5,2           | 6,7           | 5,4           | 1,3           | −1,9          | −4,2          | −8,2          | −1,3          |
| Абсолютний мінімум, °C  | −33,9         | −30           | −23,3         | −11,1         | −6,1          | −2,2          | −1,7          | −3,9          | −12,2         | −17,2         | −27,8         | −36,1         | −36,1         |
| Норма опадів, мм        | 144           | 98            | 107           | 91            | 93            | 78            | 33            | 35            | 46            | 77            | 117           | 138           | 1056          |
| Днів з опадами          | 17            | 14            | 15            | 14            | 13            | 12            | 5             | 6             | 7             | 11            | 16            | 17            | 147,0         |
| ----------------------- | ------------- | ------------- | ------------- | ------------- | ------------- | ------------- | ------------- | ------------- | ------------- | ------------- | ------------- | ------------- | ------------- |
| Джерело: WRCC           |               |               |               |               |               |               |               |               |               |               |               |               |               |

## Демографія

### Перепис 2010 року
За даними перепису 2010 року, у місті проживало 508 осіб у 235 домогосподарствах у складі 150 родин. Густота населення становила 239,2 ос./км². Було 296 помешкань, середня густота яких становила 139,4/км². Расовий склад міста: 94,3 % білих, 1,8 % індіанців, 0,2 % азіатів, 1,8 % інших рас, а також 2,0 % людей, які зараховують себе до двох або більше рас. Іспанці та латиноамериканці незалежно від раси становили 3,1 % населення.
Із 235 домогосподарств 18,7 % мали дітей віком до 18 років, які жили з батьками; 57,4 % були подружжями, які жили разом; 3,8 % мали господиню без чоловіка; 2,6 % мали господаря без дружини і 36,2 % не були родинами. 30,2 % домогосподарств складалися з однієї особи, в тому числі 13,2 % віком 65 і більше років. У середньому на домогосподарство припадало 2,16 мешканця, а середній розмір родини становив 2,67 особи.
Середній вік жителів міста становив 51 рік. Із них 16,7 % були віком до 18 років; 4,8 % — від 18 до 24; 15,9 % від 25 до 44; 39,8 % від 45 до 64 і 22,6 % — 65 років або старші. Статевий склад населення: 54,7 % — чоловіки і 45,3 % — жінки.
Середній дохід на одне домашнє господарство  становив 48 256 доларів США (медіана — 37 125), а середній дохід на одну сім'ю — 57 019 доларів (медіана — 57 321). За межею бідності перебувало 13,1 % осіб, у тому числі 21,6 % дітей у віці до 18 років та 2,8 % осіб у віці 65 років та старших.
Цивільне працевлаштоване населення становило 281 осіб. Основні галузі зайнятості: освіта, охорона здоров'я та соціальна допомога — 23,8 %, сільське господарство, лісництво, риболовля — 19,9 %, роздрібна торгівля — 10,0 %, будівництво — 9,3 %.

### Перепис 2000 року
Середній дохід домогосподарств у місті становив $34 318, родин — $36 667. Середній дохід чоловіків становив $36 250 проти $24 375 у жінок. Дохід на душу населення в місті був $13 980. Приблизно 14,7 % родин і 18,5 % населення перебували за межею бідності, включаючи 27,4 % віком до 18 років і жодного від 65 і старших.